# Maccastorna
Maccastorna (Lodigiano: Macastùrna)) és un comune (municipi) de la província de Lodi a la regió italiana de Llombardia, situat a uns  50 km  al sud-est de Milà i a uns 20 km  al sud-est de Lodi.
Entre els llocs d'interès hi ha un castell dels segles XIII-XIV i el s. Església parroquial del segle XII (reformada en gran part al segle XX).

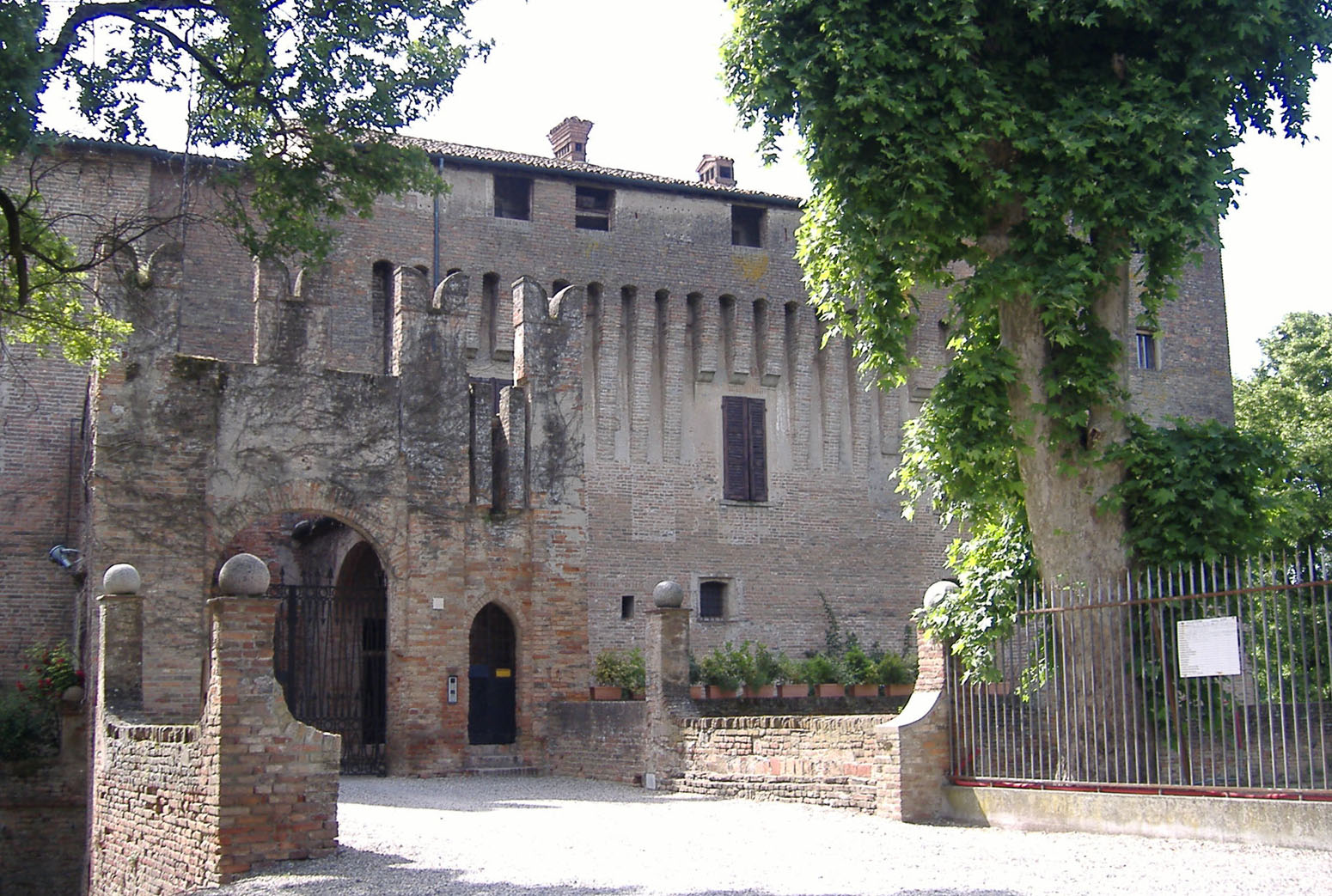
Castell de Maccastorna.

Maccastorna limita amb els municipis següents: Crotta d'Adda, Meleti, Castelnuovo Bocca d'Adda. El 2011, era l'11è municipi italià menys poblat.

### Símbols
L'escut municipal i l'estendard van ser atorgats per decret del president de la República del 10 d'abril de 1978.
L'escut és un escut a quarts: al 1r un paó sobre un camp d'or, al 2n en vermell i al 3r en verd sòlid, al 4t un arruïnat castell en vermell sobre fons blau cel.

## Història
Al segle XII va passar a ser propietat de l'església de Milà. Després va passar a mans d'importants famílies llombardes; juntament amb Basiasco, Corno Giovine, Cornovecchio, Pizzighettone Maleo i Maccastorna va constituir el territori sobre el qual la família Vincemala (Vismara) exercia el mero et mixto imperio.
El 1448 Francesco Sforza va fer arribar diversos vaixells des de Cremona amb grans vagons per crear un pont sobre l'Adda a Maccastorna.